# 178151 Kulangsu
178151 Kulangsu è un asteroide della fascia principale. Scoperto nel 2006, presenta un'orbita caratterizzata da un semiasse maggiore pari a 3,1252032 UA e da un'eccentricità di 0,0743691, inclinata di 10,16775° rispetto all'eclittica.
Prende il nome dall'isola cinese di Gulangyu, attraverso l'altro nome con cui è nota.